# Thomas Jerome Newton
Thomas Jerome Newton est le personnage principal du roman de science-fiction de Walter Tevis L'Homme tombé du ciel, publié en 1963. Extraterrestre humanoïde venu sur Terre pour y chercher un moyen de sauver son peuple qui souffre d'une grave sécheresse sur sa planète, il est interprété par David Bowie — dont c'est le premier rôle au cinéma — dans le film de Nicolas Roeg inspiré du roman, L'Homme qui venait d'ailleurs (1976).
Le personnage est considéré comme un véritable nouvel avatar de Bowie, après d'autres personnages inspiré de l'espace comme Ziggy Stardust, Major Tom : le « nouveau visage de David Bowie », son nouvel « act-as-it-were ». 
Peu avant sa mort, Bowie redonne vie au personnage dans sa comédie musicale Lazarus (2015), incarné cette fois-ci par Michael C. Hall.

## L'Homme qui venait d'ailleurs
Thomas Jerome Newton est un extraterrestre venu sur Terre chercher de l'eau pour combattre une grave sécheresse sur sa planète. Maîtrisant des techniques avancées, Newton prend l'apparence d'un être humain (en l'occurrence celle de David Bowie). Il devient sur Terre un riche entrepreneur et s'éveille à la sexualité, mais ses tentatives échouent et il sombre dans l'alcoolisme et la déchéance une fois sa véritable identité révélée.
L'épuisement de ses pouvoirs extraterrestres le rapproche d'un autre personnage incarné au cinéma par Bowie, celui du violoncelliste vampire John Blaylock dans Les Prédateurs de Tony Scott, et celui de Zanoni, immortel victime de l'amour, éponyme d'un roman de 1842 d'Edward Bulwer-Lytton qu'avait lu le chanteur.

## Lazarus
Dans sa comédie musicale Lazarus, Bowie donne une suite au film après avoir acquis en 2006 les droits sur le roman. L’intrigue, qui se déroule quelques années plus tard, met en scène Thomas Jerome Newton échoué sur Terre pour l'éternité et se saoulant au gin enfermé dans un appartement sordide de New-York, qui ressemble à une chambre d'hôpital ou à une prison et où défilent plusieurs personnes venues l'aider à retourner sur sa planète, ou encore une adolescente, Marley. La pièce reçoit un accueil mitigé de la critique, qui la juge hermétique et incompréhensible. La mort de Bowie quelques mois après sa sortie lui confère une signification particulière, celle de l'adieu d'un homme à sa fille.